# Steinvik
Steinvik is een klein dorp in de Noorse gemeente Stor-Elvdal in fylke Innlandet. Het dorp ligt aan de Glomma in het uiterste zuiden van de gemeente. Zowel riksvei 3 als Rørosbanen lopen langs het dorp. Het dorp heeft een station waarvandaan dagelijks meerdere treinen vertrekken naar zowel Trondheim als Hamar. 